# Digital Command Control

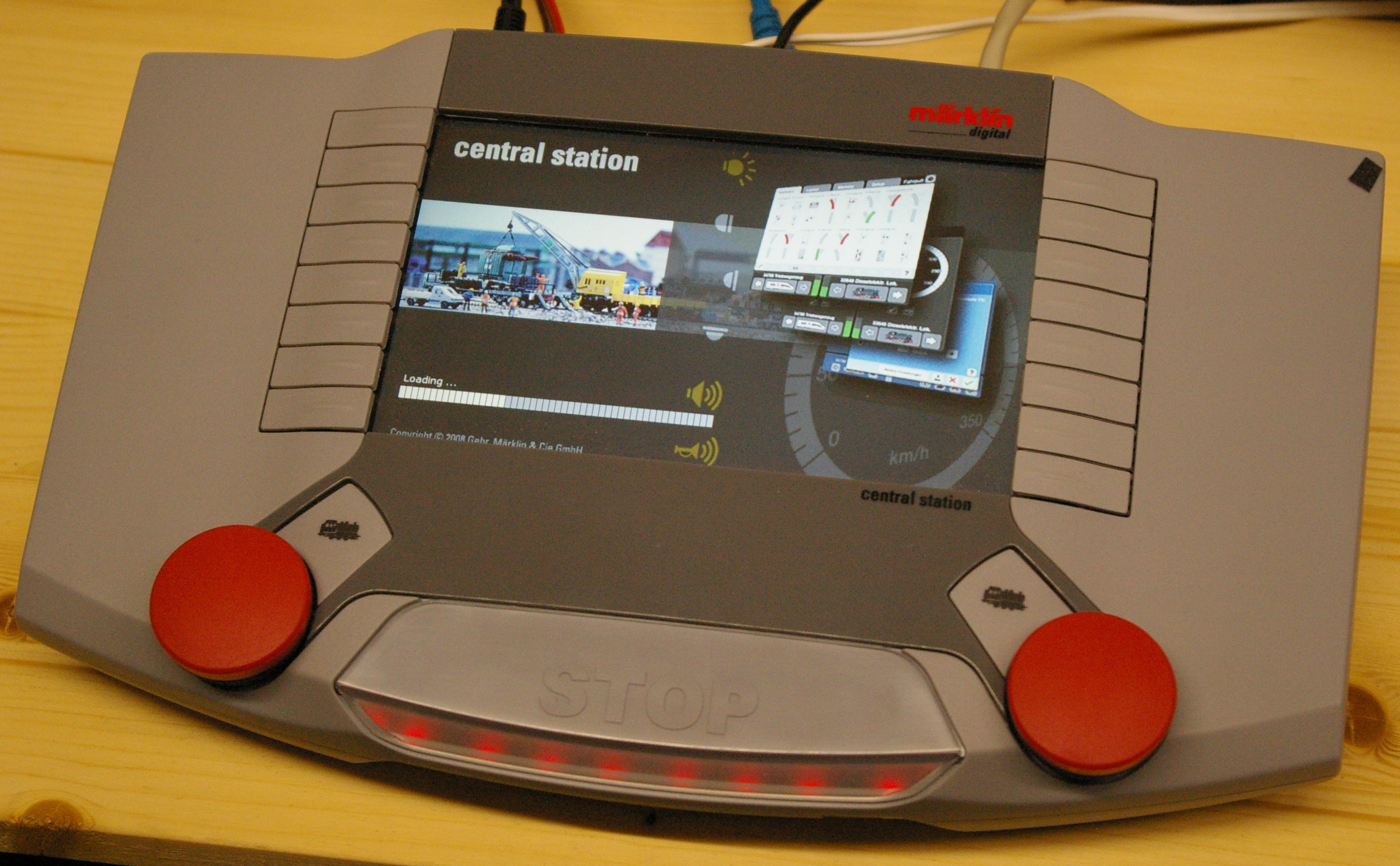
Um Controle de Comando Digital CS2 da Märklin.

Digital Command Control (DCC), em tradução livre, Controle de Comando Digital, são sistemas usados para operar locomotivas ferromodelistas. 

## Utilização
Quando equipado com ele, os aparelhos numa mesma seção da trilha podem ser controlados independentemente.  O termo pode ser descrito como qualquer sistema, sendo atual ou histórico. O sistema predominante é o protocolo definido pelo DCC Working Group da National Model Railroad Association desde janeiro de 1994. O acrônimo DCC geralmente é dito em referência ao padrão.

## Funcionamento

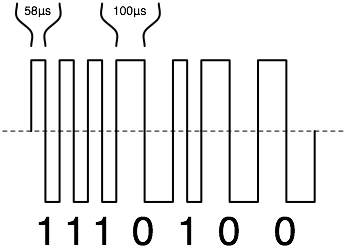
Exemplo de um sinal DCC e seus dados codificados.

Uma estação DCC, em combinação com com seus intensificadores, modula a tensão na trilha que codificará as mensagens digitais enquanto libera energia elétrica.
A voltagem para a trilha é em CC bipolar, resultando numa forma de corrente alternada, mas seu sinal não segue uma senoide. Ao invés disso, a estação de comando rapidamente troca a direção da tensão, obtendo uma onda de pulso modulada. O período de tempo em que a voltagem é aplicada em cada direção fornece o método para a codificação dos dados. 